# Ethniki Odos 55
Die Ethniki Odos 55 (griechisch Εθνική Οδός 55 ‚Nationalstraße 55‘) ist eine Straßenverbindung in Nordost-Griechenland. Sie verbindet nördlich von Xanthi (Ξάνθη) an der West-Ost-Achse Ethniki Odos 2 die von dort nach Norden führende Straße Ethniki Odos 14, von der sie rund 8 km nördlich der Stadt abzweigt, über Alma, Sminthi, Echinos (Εχίνος) und Thermes (Θέρμες) mit der bulgarischen Grenze (Grenzübergang Slatograd-Thermes). Der Grenzübergang wurde im Januar 2010 eröffnet. Von Slatograd führt die bulgarische Straße 867 zur Hauptstraße II-86.

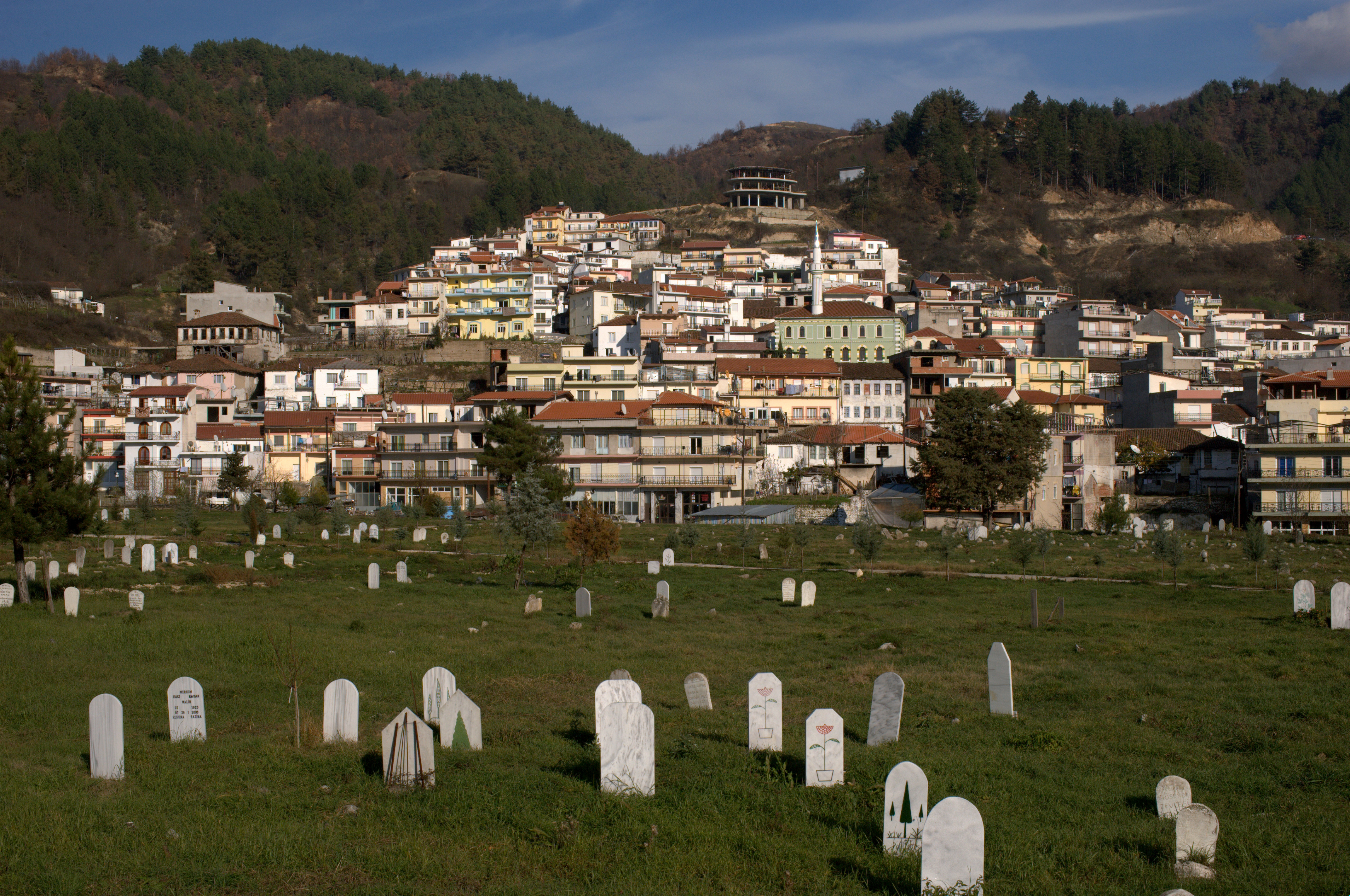
Echinos
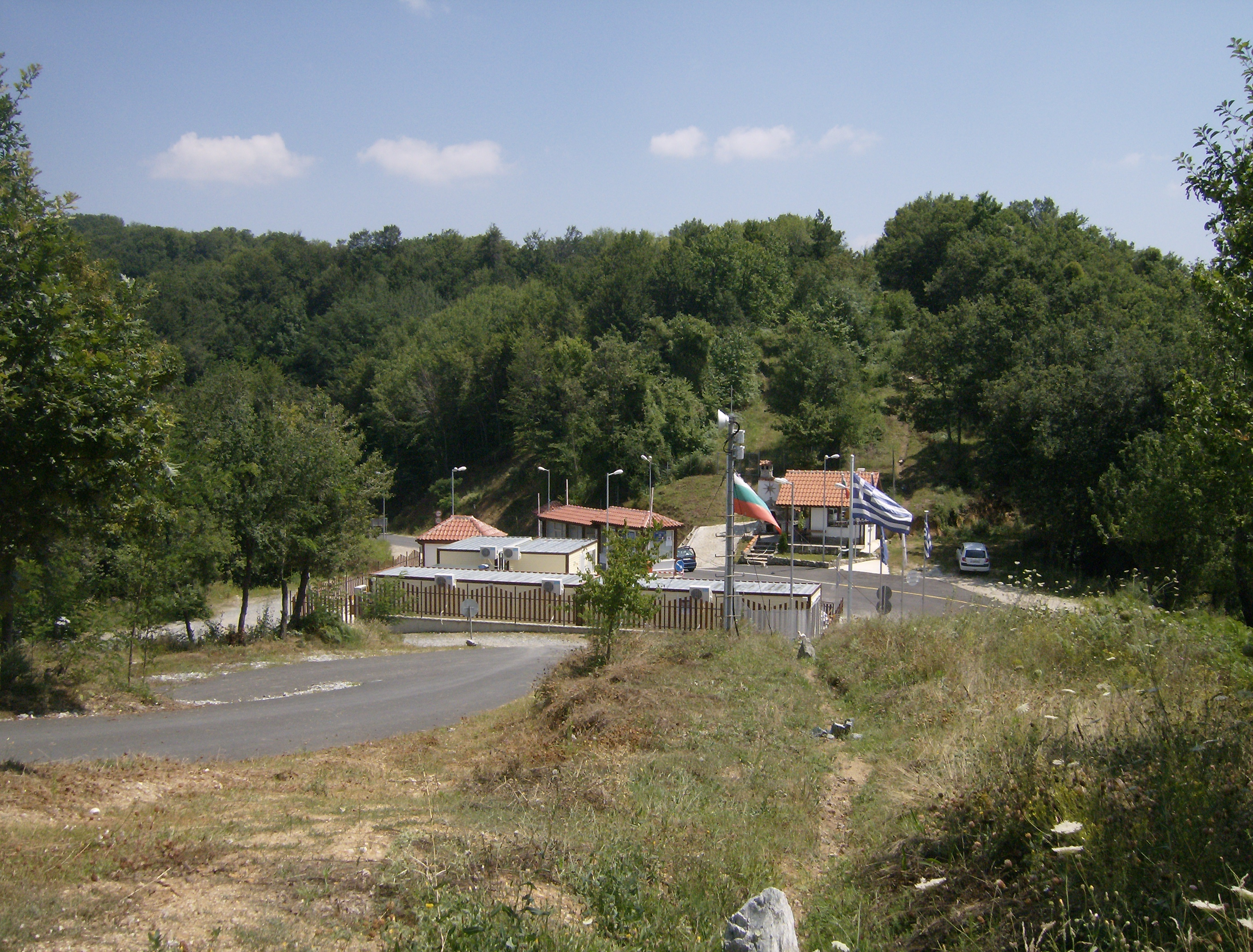
Der Grenzübergang